# Concertgebouw
El Concertgebouw és una sala de concerts d'Amsterdam. Gràcies a la seva excel·lent acústica, el Concertgebouw es considera com una de les tres millors sales de concerts del món, juntament amb la Symphony Hall de Boston i la Musikverein de Viena.

## Història
L'arquitecte de l'edifici fou Adolf Leonard van Gendt, qui es basà en la Neue Gewandhaus de Leipzig, construïda dos anys abans i destruïda el 1943, durant els bombardejos aliats en la Segona Guerra Mundial. Les obres començaren el 1883 més enllà dels límits de la ciutat. La sala principal fou oberta al públic dia 11 d'abril de 1888, amb un concert inaugural en el qual una orquestra de 120 músics i un cor de 500 cantants interpretaren obres de Wagner, Händel, Bach i Beethoven.
La Grote Zaal (auditori principal) té 44 metres de longitud, 28 d'ample i 17 d'alçada; té aproximadament 2000 seients. El temps de reverberació és de 2,8 segons sense públic, i de 2,2 segons amb públic. Això la fa ideal per interpretar obres postromàntiques, com les simfonies de Mahler, però no per a música amplificada.
La Kleine Zaal (auditori petit) té forma oval i es troba darrere el principal, té 20 metres de longitud i 15 d'amplada. L'espai, íntim, és molt oportú per a interpretar-hi música de cambra i lieder.
Quan es construí el Concertgebouw, l'acústica era com una ciència obscura: es dissenyà a imitació d'altres sales. Quan es completà la construcció, l'acústica no era perfecta, i va caldre un gran esforç per afinar l'ambient sonor. A les últimes restauracions, s'intentà mantenir els materials utilitzats anteriorment.
Actualment, al Concertgebouw s'interpreten prop de 800 concerts a l'any per a un públic d'unes 850.000 persones, cosa que la converteix en una de les sales més visitades del món.